# یواس‌اس نیکولاس (دی‌دی-۴۴۹)
یواس‌اس نیکولاس (دی‌دی-۴۴۹) (به انگلیسی: USS Nicholas (DD-449)) یک کشتی بود که طول آن ۱۱۴٫۷ متر (۳۷۶ فوت) بود. این کشتی در سال ۱۹۴۲ ساخته شد.